# Ellinge
Ellinge är en tätort i Nyborgs kommun i Region Syddanmark i Danmark. Tätorten har 212 invånare (2024). Den ligger på Fyn, cirka 11 kilometer väster om Nyborg.